# 1872年6月6日日食
1872年6月6日日食为一次在协调世界时1872年6月6日出現的日環食。該次日食食分為0.9590，食甚維持4分20秒。

## 概述
這次日食的食分是0.9590，環食維持4分20秒。

## 基本參數
- 類型：日環食
- 食甚資料：
  - 日期：1872年6月6日
  - 時間：3時20分3秒
  - 地點：40N 125E
  - 食分：0.9590
  - 日環食持續時間：4分20秒

## 外部連結
- NASA日食專頁（页面存档备份，存于）（英文）